# 아덴주
아덴주(아랍어: عدن)는 예멘 남서부에 위치한 주로, 남쪽으로는 아덴만과 맞닿아 있다. 주도는 아덴이며 인구는 589,419명(2004년 기준), 면적은 825km2이다. 소코트라섬은 2004년 하드라마우트주가 신설되기 이전까지 아덴주에 속해 있었다.